# Chet Miller
Pour les articles homonymes, voir Miller.
Chet Miller est un pilote automobile d'Indy car américain, né le 19 juillet 1902 à Détroit (Michigan) et mort accidentellement le 15 mai 1953 lors d'une séance d’entraînement sur le circuit d'Indianapolis (Indiana). Il a notamment disputé les 500 miles d'Indianapolis à seize reprises, entre 1930 et 1952, avec pour meilleur résultat une troisième place en 1938. Lors de l'édition de 1952 de cette course, il s'était qualifié à la moyenne record de 223,735 km/h (officiellement 139,034 mph), au volant d'une Kurtis Kraft à moteur Novi.